# Лючано Де Чекко
Лючано Де Чекко (Люсьяно де Чекко, (ісп., італ. Luciano de Cecco); нар. 2 червня 1988, Санта-Фе) — аргентинський волейболіст, пасувальник (зв'язуючий), гравець італійського клубу «Лубе Воллей» із Треї та національної збірної. Найбільш тривалий період своєї кар'єри провів в італійському клубі «Сір Сафети Перуджа».

## Життєпис
Народжений 2 червня 1988 року в Санта-Фе (Аргентина).
За свою ігрову кар'єру грав, зокрема, в аргентинських клубах «Болівар Волей» (Club Ciudad de Bolívar, або Bolívar Voley чи Personal Bolívar, 2006—2002, 2010—2011), «Бельґрано де Кордоба» (сезон 2007/2008), італійських «Аква Парадізо Ґабека» (Монтік'ярі, Acqua Paradiso Gabeca Montichiari, сезон 2007/2008), «Андреолі» (Латина, 2008—2009), «Acqua Paradiso Monza Brianza» (2011—2012), «Копра Еліор» (Copra Elior, П'яченца, 2012—2013). У 2014—2020 роках грав за італійський ВК «Sir Safety Umbria Volley».
Був капітаном національної збірної на Олімпійських іграх 2020 (Токіо).
У фінальній стадії Серії А 2021—2022 грав проти свого колишнього клубу — «Sir Safety Conad Perugia».

### Досягнення
Зі збірною
- Бронзовий призер Олімпійських ігор 2020 (Токіо)[7]

Клубні
- Чемпіон Італії 2022
- Віцечемпіон світу 2021